# ポワティエ大学

ポワティエ大学の紋章

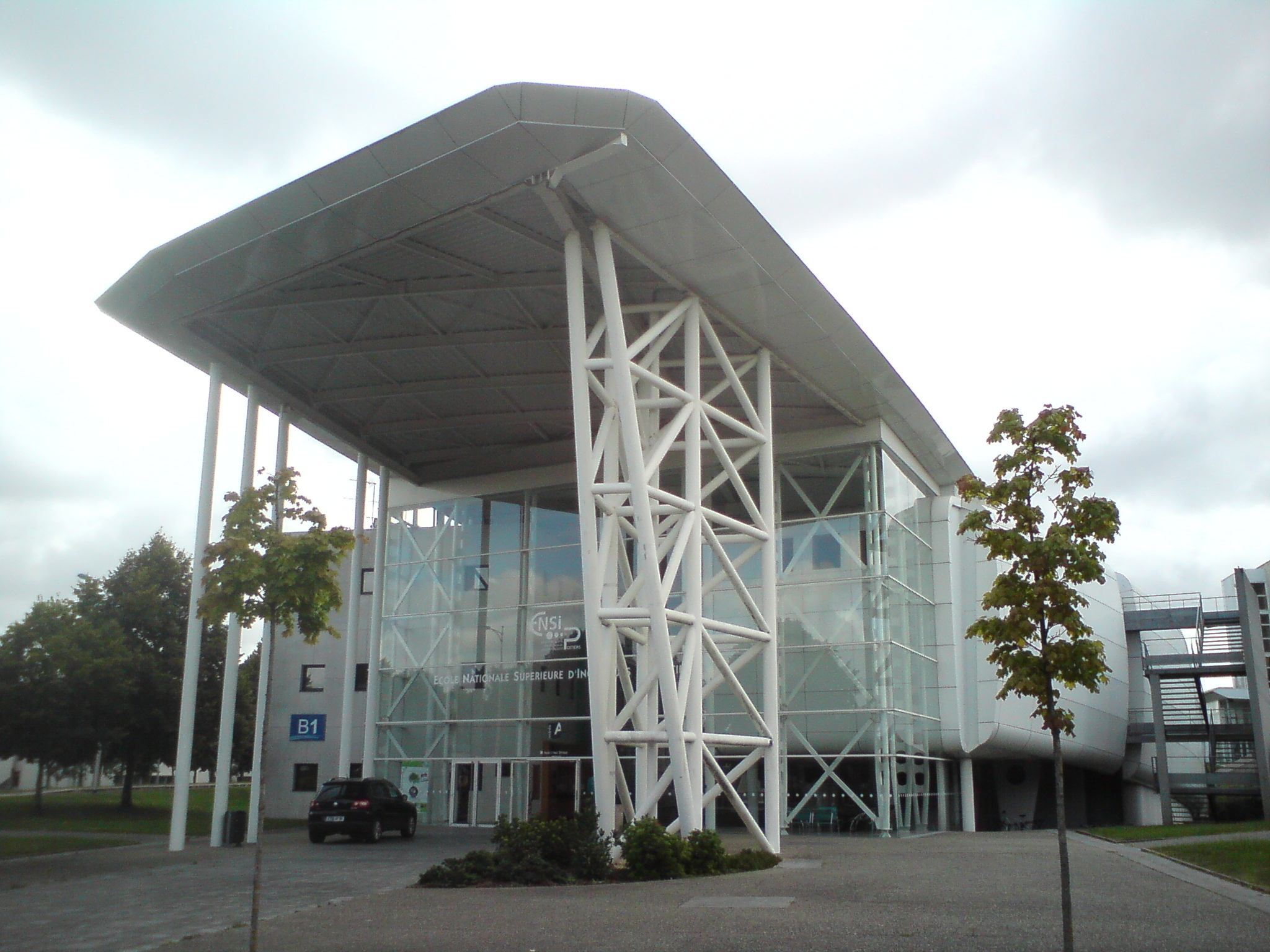
ポワティエ大学内にある国立ポワティエ高等技術学校 (ENSIP)

ポワティエ大学（フランス語: Université de Poitiers, 英語: University of Poitiers）は、フランスのポワティエにある大学。ヨーロッパで最も古い大学のひとつで、コインブラ大学メンバーである。

## 歴史
1431年にローマ教皇のエウゲニウス4世とフランス王シャルル7世によって設立された。

## 学部
- 経済学部
- 文学・言語学部
- 法律・社会学部
- 人文学・芸術学部
- 医学部
- スポーツ科学部
- 工学部

## 卒業生・出身者
- ルネ・デカルト - 哲学者・自然哲学者・数学者
- フランソワ・ラブレー - 作家
- ジョアシャン・デュ・ベレー - 詩人
- 平林博 - 駐フランス大使
- 長谷川輝夫 - 歴史学者